# 互信息

独立的(H(X),H(Y)), 联合的(H(X,Y)), 以及一对带有互信息 I(X; Y) 的相互关联的子系统 X,Y 的条件熵。

在概率论和信息论中，两个随机变量的互信息（mutual Information，MI）度量了两个变量之间相互依赖的程度。具体来说，对于两个随机变量，MI是一个随机变量由于已知另一个随机变量而减少的“信息量”（单位通常为比特）。互信息的概念与随机变量的熵紧密相关，熵是信息论中的基本概念，它量化的是随机变量中所包含的“信息量”。 
MI不仅仅是度量实值随机变量和线性相关性(如相关系数)，它更为通用。MI决定了随机变量{\displaystyle {\displaystyle (X,Y)}}的联合分布与{\displaystyle X}和{\displaystyle Y}的边缘分布的乘积之间的差异。MI是点互信息（Pointwise Mutual Information，PMI）的期望。克劳德·香农在他的论文A Mathematical Theory of Communication中定义并分析了这个度量，但是当时他并没有将其称为“互信息”。这个词后来由罗伯特·法诺创造。互信息也称为信息增益。

## 互信息的定义
设随机变量{\displaystyle {\displaystyle (X,Y)}}是空间{\displaystyle {\displaystyle {\mathcal {X}}\times {\mathcal {Y}}}}中的一对随机变量。若他们的联合分布是{\displaystyle {\displaystyle p(x,y)}}，边缘分布分别是{\displaystyle {\displaystyle p(x)}}和{\displaystyle {\displaystyle p(y)}}，那么，它们之间的互信息可以定义为：
{\displaystyle {\displaystyle I(X;Y)=D_{\mathrm {KL} }(p(x,y)\|p(x)\otimes p(y))}}
其中，{\displaystyle {\displaystyle D_{\mathrm {KL} }}}为KL散度(Kullback–Leibler divergence)。注意，根据KL散度的性质，若联合分布{\displaystyle p(x,y)}等于边缘分布{\displaystyle p(x)}和{\displaystyle p(y)}的乘积，则{\displaystyle I(X;Y)=0}，即当{\displaystyle X}和{\displaystyle Y}相互独立的时候，观测到Y对于我们预测X没有任何帮助，此时他们的互信息为0。

### 离散变量的互信息
离散随机变量 X 和 Y 的互信息可以计算为：
{\displaystyle I(X;Y)=\sum _{y\in Y}\sum _{x\in X}p(x,y)\log {\left({\frac {p(x,y)}{p(x)\,p(y)}}\right)},\,\!}
其中 p(x, y) 是 X 和 Y 的联合概率质量函数，而 {\displaystyle p(x)} 和 {\displaystyle p(y)}  分别是 X 和 Y 的边缘概率质量函数。

### 连续变量的互信息
在连续随机变量的情形下，求和被替换成了二重定积分：
{\displaystyle I(X;Y)=\int _{Y}\int _{X}p(x,y)\log {\left({\frac {p(x,y)}{p(x)\,p(y)}}\right)}\;dx\,dy,}
其中 p(x, y) 当前是 X 和 Y 的联合概率密度函数，而 {\displaystyle p(x)} 和 {\displaystyle p(y)} 分别是 X 和 Y 的边缘概率密度函数。
如果对数以 2 为基底，互信息的单位是bit。
直观上，互信息度量 X 和 Y 共享的信息：它度量知道这两个变量其中一个，对另一个不确定度减少的程度。例如，如果 X 和 Y 相互独立，则知道 X 不对 Y 提供任何信息，反之亦然，所以它们的互信息为零。在另一个极端，如果 X 是 Y 的一个确定性函数，且 Y 也是 X 的一个确定性函数，那么传递的所有信息被 X 和 Y 共享：知道 X 决定 Y 的值，反之亦然。因此，在此情形互信息与 Y（或 X）单独包含的不确定度相同，称作 Y（或 X）的熵。而且，这个互信息与 X 的熵和 Y 的熵相同。（这种情形的一个非常特殊的情况是当 X 和 Y 为相同随机变量时。）
互信息是 X 和 Y 的联合分布相对于假定 X 和 Y 独立情况下的联合分布之间的内在依赖性。
于是互信息以下面方式度量依赖性：I(X; Y) = 0 当且仅当 X 和 Y 为独立随机变量。从一个方向很容易看出：当 X 和 Y 独立时，p(x,y) = p(x) p(y)，因此：
{\displaystyle \log {\left({\frac {p(x,y)}{p(x)\,p(y)}}\right)}=\log 1=0.\,\!}
此外，互信息是非负的（即 {\displaystyle I(X;Y)\geq 0}; 见下文），而且是对称的（即 {\displaystyle I(X;Y)=I(Y;X)}）。

## 与其他量的关系
互信息又可以等价地表示成
{\displaystyle {\begin{aligned}I(X;Y)&{}=H(X)-H(X|Y)\\&{}=H(Y)-H(Y|X)\\&{}=H(X)+H(Y)-H(X,Y)\\&{}=H(X,Y)-H(X|Y)-H(Y|X)\end{aligned}}}
其中 {\displaystyle \ H(X)} 和 {\displaystyle \ H(Y)} 是边缘熵，H(X|Y) 和 H(Y|X) 是条件熵，而 H(X,Y) 是 X 和 Y 的联合熵。注意到这组关系和并集、差集和交集的关系类似，于是用Venn图表示。
在互信息定义的基础上使用琴生不等式，我们可以证明 I(X;Y) 是非负的，因此 {\displaystyle \ H(X)\geq H(X|Y)}。这里我们给出 I(X;Y) = H(Y) - H(Y|X) 的详细推导:
{\displaystyle {\begin{aligned}I(X;Y)&{}=\sum _{x,y}p(x,y)\log {\frac {p(x,y)}{p(x)p(y)}}\\&{}=\sum _{x,y}p(x,y)\log {\frac {p(x,y)}{p(x)}}-\sum _{x,y}p(x,y)\log p(y)\\&{}=\sum _{x,y}p(x)p(y|x)\log p(y|x)-\sum _{x,y}p(x,y)\log p(y)\\&{}=\sum _{x}p(x)\left(\sum _{y}p(y|x)\log p(y|x)\right)-\sum _{y}\log p(y)\left(\sum _{x}p(x,y)\right)\\&{}=-\sum _{x}p(x)H(Y|X=x)-\sum _{y}\log p(y)p(y)\\&{}=-H(Y|X)+H(Y)\\&{}=H(Y)-H(Y|X).\\\end{aligned}}}
上面其他性质的证明类似。
直观地说，如果把熵 H(Y) 看作一个随机变量於不确定度的量度，那么 H(Y|X) 就是"在已知 X 事件後Y事件會發生"的不確定度。於是第一个等式的右边就可以读作“將"Y事件的不确定度"，减去 --- "在基於X事件後Y事件因此發生的不確定度"”。
这证实了互信息的直观意义为: "因X而有Y事件"的熵( 基於已知隨機變量的不確定性) 在"Y事件"的熵之中具有多少影響地位( "Y事件所具有的不確定性" 其中包含了多少 "Y|X事件所具有的不確性" )，意即"Y具有的不確定性"有多少程度是起因於X事件; 
```
    
舉例來說，當 I(X;Y) = 0時，也就是 H(Y) = H(Y|X)時，即代表此時 "Y的不確定性" 即為 "Y|X的不確定性"，這說明了互信息的具體意義是在度量
兩個事件彼此之間的關聯性
。
```

所以具體的解釋就是: 互信息越小，兩個來自不同事件空間的隨機變量彼此之間的關聯性越低; 互信息越高，關聯性則越高 。
注意到离散情形 H(X|X) = 0，于是 H(X) = I(X;X)。因此 I(X;X) ≥ I(X;Y)，我们可以制定”一个变量至少包含其他任何变量可以提供的与它有关的信息“的基本原理。
互信息也可以表示为两个随机变量的边缘分布 X 和 Y 的乘积 p(x) × p(y) 相对于随机变量的联合熵 p(x,y) 的相对熵：
{\displaystyle I(X;Y)=D_{\mathrm {KL} }(p(x,y)\|p(x)p(y)).}
此外，令 p(x|y) = p(x, y) / p(y)。则
{\displaystyle {\begin{aligned}I(X;Y)&{}=\sum _{y}p(y)\sum _{x}p(x|y)\log _{2}{\frac {p(x|y)}{p(x)}}\\&{}=\sum _{y}p(y)\;D_{\mathrm {KL} }(p(x|y)\|p(x))\\&{}=\mathbb {E} _{Y}\{D_{\mathrm {KL} }(p(x|y)\|p(x))\}.\end{aligned}}}
注意到，这里相对熵涉及到仅对随机变量 X 积分，表达式 {\displaystyle D_{\mathrm {KL} }(p(x|y)\|p(x))} 现在以 Y 为变量。于是互信息也可以理解为相对熵 X 的单变量分布 p(x) 相对于给定 Y 时 X 的条件分布 p(x|y) ：分布 p(x|y) 和 p(x) 之间的平均差异越大，信息增益越大。

### 連續互信息的量化
對連續型隨機變數量化的定義如下：
{\displaystyle f(x_{i})\Delta =\int _{i\Delta }^{(i+1)\Delta }f(x)dx=p_{i}}
量化後的隨機變數{\displaystyle X^{\Delta }}:
{\displaystyle X^{\Delta }=x_{i},i\Delta \leq X<(i+1)\Delta }。
則,
{\displaystyle I(X^{\Delta };Y^{\Delta })=H(X^{\Delta })-H(X^{\Delta }|Y^{\Delta })}
{\displaystyle \approx h(X)-log{\Delta }-(h(X|Y)-log{\Delta })}
{\displaystyle =I(X;Y)}
廣義而言，我們可以將互信息定義在有限多個連續隨機變數值域的劃分。
令{\displaystyle \chi }為連續型隨機變數的值域，{\displaystyle P_{i}\in P}, 其中{\displaystyle P}為{\displaystyle \chi }劃分所構成的集合，意即{\displaystyle \cup _{i}P_{i}=\chi }。
以{\displaystyle P}量化連續型隨機變數{\displaystyle X}後，所得結果為離散型隨機變數,
{\displaystyle Pr([X]_{P}=i)=\int _{P_{i}}dF(x)}。
對於兩連續型隨機變數X、Y，其劃分分別為P、Q，則其互信息可表示為：
{\displaystyle I(X;Y)={\underset {P,Q}{sup}}I([X]_{P};[Y]_{Q})}。